# Boris Zaborov
Boris Zaborov est un artiste français, peintre, sculpteur, graveur et scénographe, né le 16 octobre 1935 à Minsk en Biélorussie et mort le 20 janvier 2021.

## Biographie

### Formation artistique
Boris Zaborov acquiert les bases de son savoir-faire dans l’atelier de son père Abram Zaborov (en). En 1949, à l'âge de quinze ans, il entre à l'École d’art de Minsk. Son maître, Sergueï Katkov, joue un grand rôle dans sa formation.
En 1954, à la sortie de cette école, Boris Zaborov part pour Leningrad où il entre au lycée artistique de Leningrad. Il étudie ensuite à Leningrad au sein de l'Académie des beaux arts d'Union soviétique (ru) (Institut de peinture, sculpture et architecture Ilia Répine),. De 1957 à 1961, il poursuit sa formation à l'Institut des beaux-arts Sourikov de Moscou (ru) dans la classe de Mikhaïl Kourilko. Il y soutient en 1961 son diplôme de fin d’études sous la direction de Pavel Sokolov-Skalia (ru).

### Carrière
Dans ses premières années de création, Boris Zaborov est un artiste reconnu en URSS, notamment comme illustrateur et décorateur de théâtre. Il reçoit plusieurs prix, et ses illustrations d'ouvrages de la littérature classique sont largement publiées.
En 1981, il quitte l'URSS pour Paris afin de pouvoir se consacrer entièrement à la peinture. Il renouvelle profondément la forme de sa création, en s'inspirant de la photographie d'époque et de personnages anonymes.
Dans les années 1980-1990, des expositions personnelles ont lieu dans des galeries en Europe, en France, notamment, aux États-Unis et au Japon. À Paris, la peinture de Boris Zaborov retient l'attention de la galerie Claude Bernard, une galerie parisienne renommée. C'est là qu'a lieu, en 1983, la première exposition personnelle de l'artiste.
En 2004-2005, Boris Zaborov participe à l’exposition « l’Autoportrait du XXe siècle » au Musée du Luxembourg à Paris, exposition qui a été ensuite présentée à la Galerie des Offices à Florence. La Galerie des Offices, dont la collection est pour les deux tiers dédiée à la peinture ancienne, de la Renaissance au XVIIIe siècle, a décidé d’enrichir son patrimoine contemporain d'un tableau de Boris Zaborov « L’artiste et son modèle » de 1998.
En 2010, le Musée national des beaux-arts de Biélorussie de Minsk, la ville natale de l'artiste, présente une grande exposition rétrospective de Boris Zaborov.

### Famille
Le père de Boris Zaborov est le peintre Abram Zaborov (en), né en 1911 à Liozno, dans la région de Vitebsk, et mort en Israël en 1987. Sa mère Esfir Zaborova-Rappoport est originaire de Pologne. Le couple a eu quatre enfants dont deux sont morts en bas âge. Dans les premiers jours de la guerre, Abram aide sa femme et ses enfants à quitter Minsk en feu, puis s’engage dans l'armée. Les parents de sa mère Esfir, ainsi que son frère et ses sœurs, ont péri dans le ghetto. En 1946, la famille de Boris revient dans la ville détruite.
Boris Zaborov est marié à Irina Bassova, poète de langue russe et journaliste. Irina est la fille de Ludmilla Bornstein (1914-1961) et du poète russe Boris Kornilov (1907-1938), condamné à mort et fusillé à Leningrad en 1938 durant la Grande Terreur. Elle a été élevée par le deuxième mari de Ludmilla Bornstein, le peintre Iakov Bassov (ru) (1914-2004) qui lui a donné son nom. Irina est l'auteur de nombreuses publications sur la culture russe en France.
Les Éditions L'Atelier contemporain publient en 2025 dans leur collection Écrits d'artistes, sous le titre 13, impasse Poule, la traduction inédite en français de l'autobiographie en langue originale russe de Boris Zaborov. L'artiste y brosse son parcours depuis ses débuts en temps de guerre jusqu’à l’exposition à l’Académie du dessin de Florence en 2018.
Boris Zaborov est issue d'une famille nombreuse et bien connue, dont les membres comprennent un voltairiste éminent, Pierre (Piotr) Zaborov, un spécialiste des croisades, Mikhail Zaborov, et un politicien et écrivain, Alexander Zaborov, qui font tous remonter leur origine à cette famille des bourgeois de Velij.

## Œuvre
Présentation de l'œuvre de l'artiste pour l'exposition Boris Zaborov. Peindre la mémoire qui s'est tenue en 2025 à la Maison Caillebotte: 
Des corps flottants. Des visages à demi effacés. Une fillette au regard perdu, un cheval immobile, une silhouette sans âge dans un champ de brume. Boris Zaborov ne peint pas le passé. Il peint ce qu’il en reste. Huiles, dessins, estampes, sculptures prolongent ce même besoin de faire tenir l’image, malgré l’effacement. Les premières toiles de Zaborov, inspirées d’albums de famille, donnent le ton : personnages issus d’un monde disparu, peints à grande échelle, flous, raturés, parfois rayés comme une mémoire trop fragile. La matière est sobre, tendue. La palette retient les couleurs. Le silence domine. Le parcours installe ces figures dans un dialogue d’échos : visages en négatif, silhouettes répétées, regards absents. Le spectateur ne regarde pas les œuvres. Il les cherche. Et peu à peu, une émotion précise surgit. Pas celle de la nostalgie. Celle d’une présence retardée, que la peinture parvient, malgré tout, à faire revenir.

## Expositions

### Expositions personnelles dans des musées
- 1985 : Musée Mathildenhöhe, Darmstadt, Allemagne - Rétrospective.
- 1989 : Palais de Tokyo, Paris - Rétrospective.
- 1995 : Musée Pouchkine, Moscou, Russie - Rétrospective "Peintures, dessins, 1980-1995".
- 2004 : Musée Russe, Saint-Pétersbourg - Rétrospective.
- 2004 : Galerie Tretiakov, Moscou - Rétrospective.
- 2006 : Musée de La Monnaie, Paris - Exposition "Livres éternels" présentant des bronzes.
- 2008 : Musée des Offices, Florence, Italie - "Exposition d'un tableau unique", puis entrée du tableau "Le peintre et son modèle" dans le Corridor de Vasari.
- 2010 : Musée national des beaux-arts de Biélorussie, Minsk - Rétrospective.
- 2018 : Galerie de l'Accademia delle Arti del Disegno, Florence, Italie - Exposition "L'espace du silence".

### Expositions collectives dans des musées
- 1981 : Musée Mathildenhöhe, Darmstadt, Allemagne - Exposition "Kops und Bauch".
- 1984 : Palais de Tokyo, Paris - Exposition "Contiguïtés".
- 1984 : Musée des Arts Décoratifs, Paris - Exposition "Sur invitation".
- 2004 : Musée du Luxembourg, Paris - Exposition "Moi! Autoportraits du XXe siècle".
- 2005 : Musée des Offices, Florence, Italie - Exposition "Moi! Autoportraits du XXe siècle".
- 2010 : Musée Meiji Togo, Tokyo, Japon.
- 2010 : Musée National, Osaka, Japon.
- 2011 : Centre national du costume de scène, Moulins - Exposition "L’art du costume à la Comédie Française".
- 2011 : Musée d’art et d’histoire du Judaïsme, Paris - Exposition "La collection contemporaine un parcours".

## Prix et distinctions

### Distinctions
- Chevalier de l'ordre des Arts et des Lettres de la République française depuis 2012[18].
- Académicien d’honneur de l’Académie des Beaux-Arts de Russie (Moscou et Saint-Pétersbourg) depuis 2012.
- Académicien d'honneur de l'Accademia delle Arti del Disegno de Florence depuis 2018[19],[20].

### Prix et médailles
- 1965 : Médaille de Bronze. Leipzig, Allemagne.
- 1971 : Médaille d'Or. Leipzig, Allemagne
- 1971-1974 : Quatre Premiers prix du concours « Le plus beau livre de l'année », Moscou, URSS[6]
- 1977 : Médaille de bronze. Leipzig, Allemagne
- 1983 : Prix de la ville de Darmstadt, Allemagne
- 2001 : Prix de Saint-Pétersbourg pour la littérature, l'art, l'architecture. Russie
- 2002 : Prix du 36e Concours international d’art contemporain de Monte-Carlo, Monaco

#### Sources de l'article
- (en) « Boris Zaborov », sur en.rusmuseum.ru (consulté le 12 janvier 2019).
- (ru) Майя Пешкова (Maïia Pechkova), « Интервью / Борис Заборов » [« Interview / Boris Zaborov »], sur Эхо Москвы,‎ 18 octobre 2015 (consulté le 12 janvier 2019).
- (ru) Boris Zaborov, То, что нельзя забыть [« Ce qu'il ne faut pas oublier »], Saint-Péterbourg, Vita Nova,‎ 2018 (lire en ligne).

#### Monographies
- Le Dit des livres. Bronzes de Boris Zaborov, Vérone (Italie), Éditions Aurora, 1996, texte de Philippe Bidaine.
- Boris Zaborov : Grands formats, Vérone (Italie), Éditions Aurora, 2000, avec un texte de Philippe Bidaine, une eau-forte signée par l’artiste et 18 reproductions de ses œuvres. Tirage 150 ex. 2000.
- Boris Zaborov, Éditions Acatos Publication, 2006, avec des textes de Pascal Bonafoux, de Mikhail German et de Béatrice Picon-Vallin.
- (en) Philippe Bidaine et Pascal Bonafoux, Boris Zaborov, Milan, Skira, 2007, 175 p. (ISBN 978-88-6130-122-1, lire en ligne).
- Boris Zaborov: Ritratti d’artista, Florence, Éditions Moretti &Vitali, 2008, en italien, avec des textes de Francesco Donfrancesco et de Boris Zaborov.
- Boris Zaborov, L'enchaînement des hasards, ou le destin (Цепь случайностей, или судьба), Saint-Pétersbourg, Éditions «Vita Nova», 2010, en russe, avec des textes et des illustrations de Boris Zaborov.

#### Catalogues d'exposition
- Boris Zaborov, Darmstadt, «Mathildenhöhe», 1985. Catalogue avec des textes de Bernd Krimmel.
- Boris Zaborov, Paris et Lausanne, Éditions du Centre national de la photographie et du Musée de l'Élysée,1989. Catalogue avec des textes de Danièle Sallenave et de Philippe Bidaine.
- Boris Zaborov, Paris, Éditions Galerie Enrico Navarra, 1990. Catalogue avec des textes de Pierre Provoyeur, de Vassily Rakitine et de Camille Stanque.
- Boris Zaborov et Marina Bessonova, Zaborov. Peintures et dessins, 1980-1995, Paris, Éditions de la Galerie Enrico Navarra, 1995. Catalogue de l’exposition rétrospective au Musée Pouchkine à Moscou avec des textes de Philippe Bidaine, Marina Bessonova, Boris Zaborov (présentation en ligne).
- Boris Zaborov, Paris, Éditions de la Galerie Vallois, 2004. Catalogue de l’exposition rétrospective au Musée Pouchkine à Moscou et au Musée d’Art Russe à Saint-Pétersbourg avec des textes de Pascal Bonafoux.
- Boris Zaborov, Vérone (Italie), Éditions Aurora, 2010. Catalogue de l’exposition au Musée national des beaux-arts de Biélorussie avec des textes d'Albert Kostenevich.
- Boris Zaborov, Lo spazio del silenzio (L'espace du silence), Florence (Italie), Éditions Polistampa, 2018, en italien. Catalogue de l'exposition de l'Accademia delle Arti del Disegno avec une introduction de Giovanna Guisti et des textes d'Andrea Granchi et Boris Zaborov (présentation en ligne).

#### Films documentaires et reportages
- Reportage télévisé « Boris Zaborov ». France 3 – Océaniques. Paris. Octobre 1989
- Reportage télévisé « Boris Zaborov ». Télévision de Moscou. Émission «Le regard». 1990
- Reportage télévisé « Boris Zaborov ». Télévision du Japon. Chaîne No 1. Tokyo. 1990
- Film documentaire « Boris Zaborov ». Réalisateur Valeri Roubintchik. 55 min en russe. Studio «Tatiana». Minsk. 2000
- Film documentaire « Boris Zaborov : La longue route du retour ». Réalisateur Aleh Loukachevitch. 52 min. Télévision biélorusse. Minsk. 2010.

#### Études universitaires consacrées à son œuvre
- Daria Filippovskaya, Boris Zaborov – russkii parizhanin. Filosofsko-esteticheskie kontseptsii i khudozhestvennaya praktika 1980-1990 gg [Boris Zaborov, un Parisien russe, Conceptions philosophiques et esthétiques et pratique artistique]. Thèse de doctorat. Académie des Beaux-Arts, Moscou, Russie, 1996.
- Alexandre Christoff, L'œuvre de Boris Zaborov et la photographie. Mémoire de maîtrise. Université Paris-I – Panthéon-Sorbonne. Paris, France, 1997-98.
- Sofia Timofeyeva, Boris Zaborov : Opyt monograficheskogo issledovaniya [Boris Zaborov : Essai de recherche monographique]. Étude académique. Moscou, Russie, 1998-2001.